# يوم احترام المسنين
يوم احترام المسنين أو عيد احترام المسنين (باليابانية:敬老の日) هو يوم عيد في اليابان يُحتفل به في 3 سبتمبر كل سنة لتكريم المسنين باحترامهم وهو عيد وطني منذ عام 1966م وكان يقام في 15 سبتمبر من كل سنة. أما اعتباراً من 2003م فقد أصبح يتم الاحتفال به في يوم الاثنين الثالث من سبتمبر وذلك من أجل الحصول على عطلة ثلاثة أيام متصلة بالإضافة إلى السبت والأحد يستطيع فيها الموظفون أخذ إجازة وقضاءها بالسفر أو ممارسة النشاطات الأخرى التي لا تكفيها عطلة نهاية الأسبوع.